# Villa Collemandina
Villa Collemandina là một đô thị ở tỉnh Lucca trong vùng Toscana, có cự ly khoảng 80 km về phía tây bắc của Florence và khoảng 35 km về phía bắc của Lucca. Tại thời điểm ngày 31 tháng 12 năm 2004, đô thị này có dân số 1.378 người và diện tích là 34,8 km².
Villa Collemandina giáp các đô thị: Castiglione di Garfagnana, Pieve Fosciana, San Romano in Garfagnana, Sillano, Villa Minozzo.